# 永田安太郎
永田 安太郎（ながた やすたろう、1895年（明治28年）7月15日 – 1955年（昭和30年）5月13日）は、日本の政治家、弁護士。衆議院議員（1期）、愛知県会議長、愛知県会議員（4期）などを歴任した。

## 概要
愛知県碧海郡長瀬村大字橋目字毘沙門に永田半兵衛の次男として生まれた。安城農林学校を卒業後、家事の農業に従事していたが、明治大学専門部法律学科に入学した。1917年（大正6年）7月、同大学を卒業。1922年（大正11年）に弁護士試験に合格し弁護士を開業した。1937年（昭和12年）には名古屋弁護士会長に就任した。
1927年（昭和2年）9月25日の愛知県会議員選挙に碧海郡選挙区から立憲民政党公認で出馬し初当選。以後、1947年（昭和22年）1月17日に辞任するまで県議を4期務めた。その間、1937年（昭和12年）11月16日から1939年（昭和14年）9月24日まで県会議長を務めた。土地改良事業、耕地整理事業及び、名古屋大学創設や、県下の教育及び産業の振興に尽力し、名古屋相互銀行顧問などの職にも就いた>。県会では不正義に対し厳しい態度で臨み、警察官の不当行為を追及し人権尊重を訴えるなど活発な議会活動を行った。
しかし戦争が進むと、大政翼賛会の愛知県常任委員に選出され翼賛運動に協力。それがために戦後、公職追放を受けた。1951年（昭和26年）に解除され、1952年（昭和27年）10月1日の第25回衆議院議員総選挙に旧愛知4区から改進党公認で出馬するも落選。
1955年（昭和30年）2月27日の第27回衆議院議員総選挙に日本民主党公認で出馬し初当選。しかしその2ヶ月ばかり経ったあとの5月13日、十二指腸潰瘍悪化のため死去。これにより次点だった小林錡が繰り上げ当選した。